# Anaït Serekian
 (janvier 2012).
Si vous disposez d'ouvrages ou d'articles de référence ou si vous connaissez des sites web de qualité traitant du thème abordé ici, merci de compléter l'article en donnant les références utiles à sa vérifiabilité et en les liant à la section « Notes et références ».
Anaït Serekian est une pianiste et pédagogue .

## Biographie
Elle commence ses études de piano à l'École Tschaïkowsky d'Erevan. Ses études se poursuivent au Conservatoire d'Erevan puis à celui de Moscou où elle étudiera auprès notamment de Lazar Berman et Viktor Merjanov.
Elle s'installe en France en 1993, transitant par le CNR de Marseille avant d'être reçue au CNSMD de Lyon en classe de piano (Géry Moutier) et accompagnement ( Michel Tranchant)
Elle travaillera également avec Roger Muraro, Jean-Claude Pennetier, et Yvonne Loriod.
Elle enseigne actuellement au CNSM de Lyon, au conservatoire de Toulon, aux académies d'été de La Seyne-sur-Mer et d'Aix-en-Provence. Sa carrière de concertiste la porte à se produire fréquemment à travers l'Europe, en tant que soliste, en concertos (récemment à Toulon dans le cadre des Concerts Américains, dans Rhaspody in Blue de Gershwin), ou en duo avec des chanteurs lyriques comme Udo Reinemann ou Françoise Pollet.
En 2000, Madeleine Milhaud, la veuve du compositeur Darius Milhaud, invite Anaït Serekian et sa sœur Arminé Sogomonyan, à fonder un duo de pianistes dédié à feu son époux. Le duo Darius Milhaud est né ,,.